# Philipp Bloch
Phillipp Bloch, född den 30 maj 1841, död den 3 februari 1923, var en judisk religionsfilosof och historiker.
Bloch föddes i Oberschlesien. Under sin studietid vid Jüdische teologische Seminar i Breslau påverkades han av Jakob Bernays, religionsfilosofen Joël och historikern Graetz, och blev 1865 filosofie doktor vid universitetet i Breslau med avhandlingen Der Gottesbegriff bei Aristoteles. 1871 blev Bloch rabbin i Brüdergemeinde i Posen och utvecklade en framgångsrik verksamhet som predikant, läkare och produktiv författare.
Då Posen efter fredsslutet blev polskt, flyttade Bloch 1920 till Berlin. Han ägnade sig tidigt åt studiet av medeltida judisk religionsfilosofi och utgav Die jüdische Religionsphilosophie (1894). Bloch var på sin tid en av de få judiska religionsforskare, som ägnade sitt intresse åt judisk mysticism i dess olika förgreningar, och bidrog till bättre kännedom om detta försummade område med en rad studier. Under hans senare levnadsår publicerade han en del studier över judarnas historia i Posen. Bloch tillhörde den liberala riktningen inom den tyska judendomen och var ordförande för "Vereinigung liberaler Rabbiner Deutschlands".